# Episodi di Law & Order: Organized Crime (quinta stagione)
La quinta stagione della serie televisiva Law & Order: Organized Crime, composta da 10 episodi, viene trasmessa in prima visione negli Stati Uniti d'America su Peacock, dal 17 aprile al 12 giugno 2025.
In Italia la stagione è inedita.
| nº | Titolo originale    | Titolo italiano | Prima TV USA   | Prima TV Italia |
| -- | ------------------- | --------------- | -------------- | --------------- |
| 1  | Lost Highway        |                 | 17 aprile 2025 | inedita         |
| 2  | Dante's Inferno     |                 | 17 aprile 2025 | inedita         |
| 3  | Paranza Dei Bambini |                 | 24 aprile 2025 | inedita         |
| 4  | Promesse Infrante   |                 | 1° maggio 2025 | inedita         |
| 5  | Lago D'Averno       |                 | 8 maggio 2025  | inedita         |
| 6  | Beautiful Disaster  |                 | 15 maggio 2025 | inedita         |
| 7  | Fail Safe           |                 | 22 maggio 2025 | inedita         |
| 8  | Off the Books       |                 | 29 maggio 2025 | inedita         |
| 9  | Against the World   |                 | 5 giugno 2025  | inedita         |
| 10 | He Was a Stabler    |                 | 12 giugno 2025 | inedita         |